# Arturo Mercado
Arturo Mercado (Acámbaro, 7 dicembre 1940) è un doppiatore e direttore del doppiaggio messicano attivo dal 1963, ha più di 50 anni di esperienza nel settore.

## Biografia
È Padre di Carmen e Arturo Mercado Jr., entrambi doppiatori.

## Doppiaggio
- Fred Flintstone in Gli antenati (seconda voce)
- Shaggy Rogers in Scooby-Doo (1969-2015)
- Bob in Bob aggiustatutto
- Toby (Adulto) in Red e Toby nemiciamici
- Fidget in Basil l'investigatopo
- Charlie in Charlie - Anche i cani vanno in paradiso
- Paperon de' Paperoni in DuckTales - Avventure di paperi, Zio Paperone alla ricerca della lampada perduta
- Yoda in Guerre stellari
- Simba in Il re leone, Il re leone II - Il regno di Simba,Timon e Pumbaa , Il re leone 3 - Hakuna Matata
- Fiore in Bambi
- Bestia  in La bella e la bestia, La bella e la bestia - Un magico Natale, Il mondo incantato di Belle
- Jacquimo in Thumbelina (Pollicina)
- Bobby Zimmeruski in In viaggio con Pippo
- Robin in I Superamici
- Bugs Bunny e Daffy Duck
- Toad in I Gummi
- Wooldoor Sockbat in Drawn Together
- Doburoku in Eyeshield 21
- Zarbon in Dragon Ball Z
- Lawrence Fletcher in Phineas e Ferb, Phineas e Ferb: Il film - Nella seconda dimensione
- Crimson in Helluva Boss